# Lomamyia banksi
Lomamyia banksi är en insektsart som beskrevs av Carpenter 1940. Lomamyia banksi ingår i släktet Lomamyia och familjen Berothidae. Inga underarter finns listade i Catalogue of Life.